# نادي روس كاونتي
نادي روس كاونتي نادي اسكتلندي يلعب في الدوري الاسكتلندي الممتاز. أسس عام 1929.